# Arassia

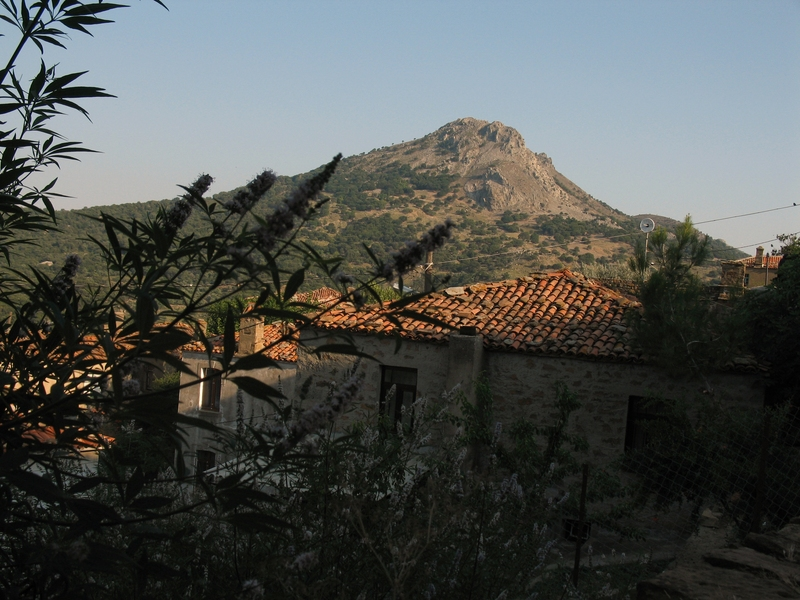
Der Arassia-Berg von Zeytinliköy / Ágii Theódori aus gesehen.

Arassia (türkisch: Kesiktaş Tepe oder Araşya, griechisch: Αρασιά, Arasiá) ist ein Berg auf der türkischen Insel Gökçeada / Imvros. Er liegt südlich der Ebene des Flusses Büyükdere / Megálos Potamós, die er überragt. Seine Höhe beträgt 430 m. ü. M. und auf ihm befindet sich eine der vier spätbyzantinischen Festungen der Insel.
In spätbyzantinischer Zeit wurde auf der Kuppe des Berges eine Festung errichtet mit einem Turm an der Nordseite. Im Südwesten begrenzt eine steil abfallende Felswand die Festung. Innerhalb der ummauerten Festung befindet sich eine byzantinische Zisterne. Von hier aus können die anderen drei byzantinischen Festungen gesehen werden. Im Norden lag die Festung und Siedlung von Kástro (Kaleköy) und im Südwesten Palaiokastraki (Eren Kale) und weiter entfernt Paleókastro (Eski Kale). Der byzantinische Name der Festung ist nicht bekannt.
Innerhalb der Festung wurde in osmanischer Zeit die Kapalle Panagiá errichtet, an deren Ostwand eine antike Spolie aus dem 4. Jahrhundert v. Chr. eingebaut wurde. Es handelt sich dabei um eine Votivstele an Tyche und Demokrateia. Beide sind Personifikationen, die besonders im antiken Athen verehrt wurden. Die Inschrift wurde wohl von einem anderen Platz der Insel auf den Berg verschleppt.
Zwischen dem Arassia und dem gegenüberliegenden Dorf Zeytinliköy / Ágii Theódori wurde im Tal die Gökçeada-Talsperre, die den Fluss Büyükdere / Megálos Potamós staut, errichtet.

## Einzelbelege
1. ↑  Robert Ousterhout, Winfried Held: Imbros/Gökçeada 1998. In: Araştırma Sonuçları Toplantısı  17, 1, 1999, S. 125f.
2. ↑  Bärbel Ruhl: Imbros. Archäologie einer nordostägäischen Insel (= Marburger Beiträge zur Archäologie Bd. 5). Marburg 2019, ISBN 978-3-8185-0536-3, S. 186